# カーリーコーテッド・レトリーバー
カーリーコーテッド・レトリーバー（英: Curly Coated Retriever）は、全身の巻き毛が特徴的なイギリス原産の犬種である。

## 歴史
カーリーコーテッド・レトリーバーは、イングリッシュ・ウォーター・スパニエルにアイリッシュ・ウォーター・スパニエルやニューファンドランド、アイリッシュ・セッターなどの犬種を交配して作出されたイギリス最古のレトリーバーである。
のちにプードルの血統が導入され、もともと巻き毛であったのが、より強く巻くようになったという。

## 特徴
- 大型犬
- 性格・性質 - 利口、落ち着きがある、従順、勇敢、穏和、自立的
- 体高 - オス64～69cm、メス59～64cm
- 体重 - 25～36kg
- 寿命 - 8～12年